# Північна Африка протягом Античності
Північна Африка в давнину 

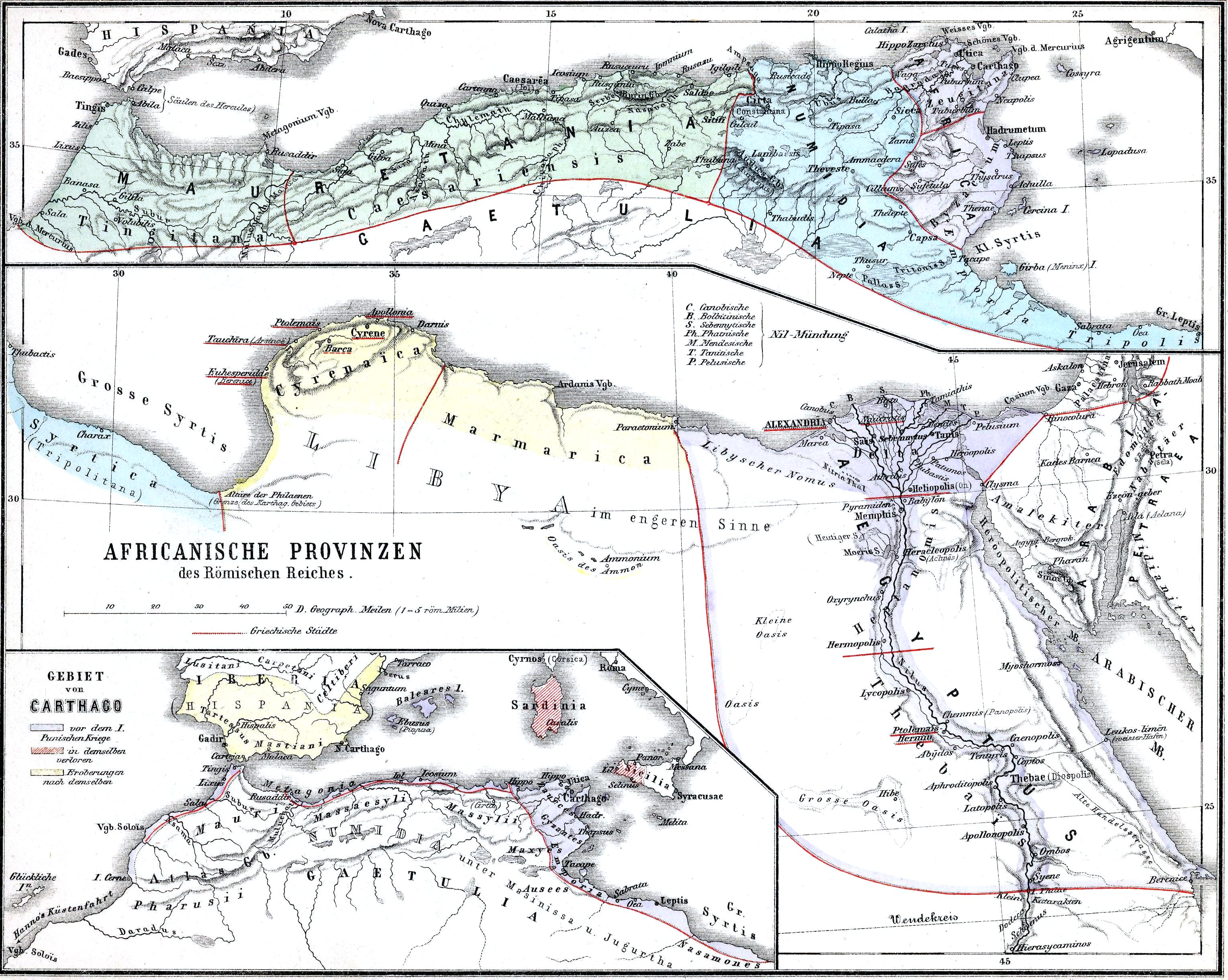
Північна Африка в давнину (карта, пов'язана з періодом правління Риму)

Історію Північної Африки в період класичної античності (бл. 8 століття до н.е. – 5 століття н.е.) можна приблизно розділити на історію Єгипту на сході, історію Стародавньої Лівії в середині та історію Нумідії та Мавританії. на Заході. Римська республіка заснувала провінцію Африка в 146 році до нашої ери після поразки Карфагена . Римська імперія зрештою контролювала все середземноморське узбережжя Африки, додавши Єгипет у 30 році до нашої ери, Криту та Киренаїку в 20 році до нашої ери та Мавританію в 44 році нашої ери.
Спочатку, на сході, Єгипет перебував під владою персів на ранній фазі класичної античності, перейшовши до династії Птолемеїв в елліністичну епоху. Лівія була заселена берберськими племенами, а вздовж узбережжя були створені фінікійські та грецькі колонії .
Західний Рим втратив більшу частину Африки через вандал у 5 столітті. Після його реінкорпорації в римське царство Східний Рим остаточно втратив всякий контроль над Африкою, оскільки до кінця VII століття регіон упав під натиском Омеядів, які завоювали Північну Африку.

## Ранньокласичний період

### Пізній період Стародавнього Єгипту
Пізній період Стародавнього Єгипту відноситься до останнього розквіту корінних єгипетських правителів після третього проміжного періоду від 26-ї династії Саїтів до перських завоювань і, закінчуючи падінням Тридцять першої (другої перської) династії до завоювання Олександра I. Великий у 332 році до нашої ери. Після смерті Олександра в 323 році до нашої ери Єгипет перейшов до Птолемея I Сотера, який зрештою заснував Птолемеївське царство в 305 році до нашої ери.
У 2013 році був проведений перший генетичний аналіз із використанням секвенування наступного покоління, щоб встановити родовід предків давньоєгипетської особини. ДНК було вилучено з голів п'яти єгипетських мумій. Усі зразки були датовані між 806 р. до н.е. та 124 р. н.е., що відповідає періодам пізньої династиї та птолемеїв . Дослідники помітили, що один з муміфікованих осіб, ймовірно, належав до гаплогрупи мтДНК I2, материнської клади, яка, як вважають, походить із Західної Азії . 

### Стародавня Лівія і Фінікія
Фінікійські торговці прибули на узбережжя Північної Африки приблизно в 900 році до нашої ери і заснували Карфаген (на території сучасного Тунісу ) близько 800 року до нашої ери. До 6 століття до нашої ери пунічна присутність існувала в Тіпасі (на схід від Черчелла в Алжирі ). Зі свого основного центру влади в Карфагені, карфагеняни розширилися і заснували невеликі поселення (грецькою називають емпорії) вздовж узбережжя Північної Африки; ці поселення з часом стали ринковими містами, а також якорними стоянками. Гіппо Регіус (сучасна Аннаба ) і Русікаде (сучасна Скікда ) належать до міст карфагенського походження на узбережжі сучасного Алжиру.
У міру зростання могутності Карфагена його участь у корінному населенні різко зросла. Берберська цивілізація вже перебувала на етапі, коли сільське господарство, виробництво, торгівля та політична організація підтримували декілька держав. Торговельні зв’язки між Карфагеном і берберами у внутрішніх районах зросли і таким чином створили нове пунічне суспільство, яке розмовляло пунічною мовою, але територіальне розширення також призвело до поневолення або військового набору деяких берберів і до вилучення данини з інших.

## Еліністична епоха

### Птолемеїв Єгипет
Єгипет не вважався частиною Лівії (Африки) в елліністичній географії . Кордон між Африкою та Азією проходив у Катабатму Магнуса, що відокремлювала власне Лівію (або Мармарику ) від «лівійського Номосу» ( Λιβύης νόμος ) західного Єгипту.

### Карфаген іПунічні війни
Карта Середземного моря моря 218 р. до н.е (до повстання найманців у Карфагені)

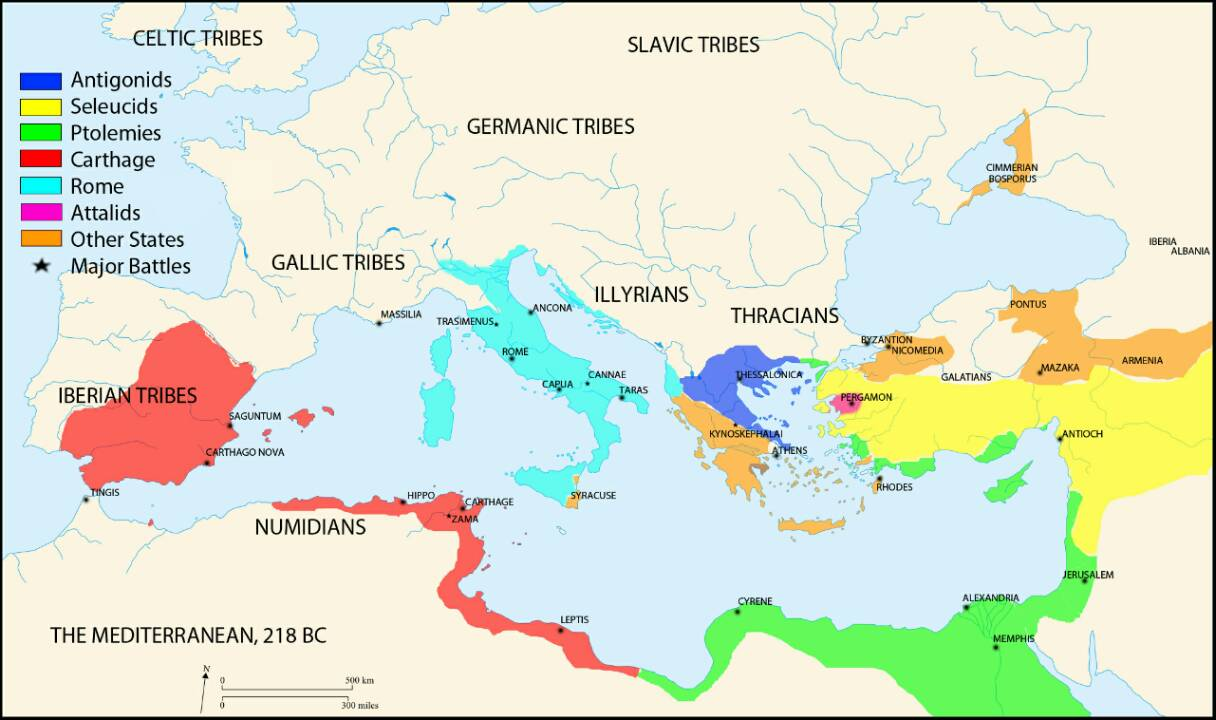
Карта Середземного моря 218 р. до н.е

У Війні найманців берберські солдати брали участь з 241 по 238 рік до нашої ери після того, як їм не виплачували гроші після поразки Карфагена в Першій Пунічній війні . Берберам вдалося отримати контроль над більшою частиною північноафриканської території Карфагена, і вони карбували монети з назвою лівійська, яка використовувалася грецькою для опису вихідців з Північної Африки. Карфагенська держава занепала через послідовні поразки римлян у Пунічних війнах ; у 146 році до нашої ери місто Карфаген було зруйновано.

### Берберські королівства
Коли влада карфагенян слабшала, вплив берберських лідерів у внутрішніх районах зростав. До 2 століття до нашої ери виникло кілька великих, але слабо керованих берберських королівств. Два з них були засновані в Нумідії, за прибережними районами, контрольованими Карфагеном. На захід від Нумідії лежала Мавританія, яка простягалася через річку Мулуя в Марокко до Атлантичного океану. Верхня точка берберської цивілізації, якій не було рівних до приходу Альмохадів і Альморавідів більше ніж тисячоліття потому, була досягнута під час правління Масінісса у 2 столітті до нашої ери. Після смерті Масінісса в 148 р. до н.е. берберські королівства кілька разів поділялися і возз'єднувалися. Лінія Масінісса проіснувала до 24 року нашої ери, коли територія берберів, що залишилася, була приєднана до Римської імперії .

## Римська епоха

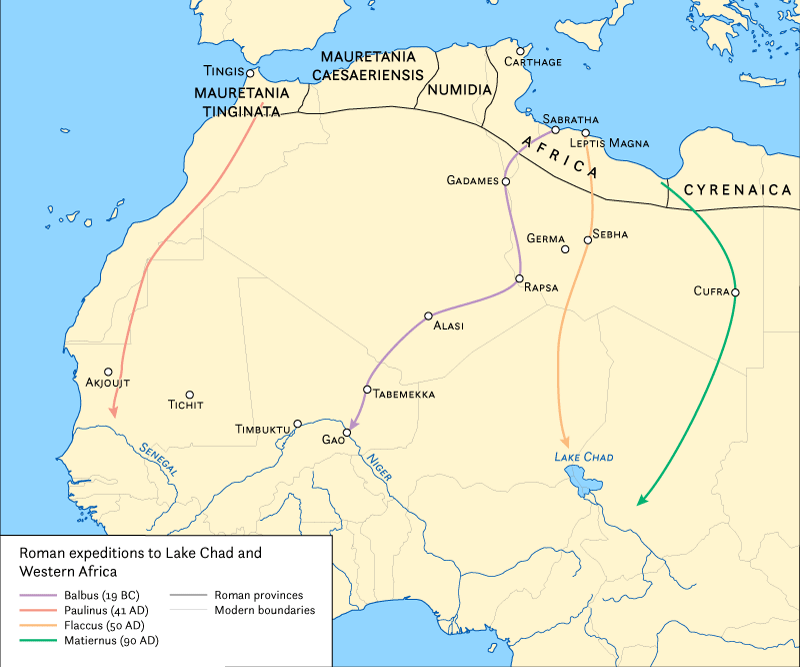
Римські експедиції в Африку на південь від Сахари на захід від річки Ніл

Римське панування на північному середземноморському узбережжі Африки почалося, коли Карфаген зазнав поразки.  У наступному столітті Римська імперія контролювала всі узбережжя від долини Нілу до Атлантичного океану фактичного Марокко . 
Римська військова присутність у Північній Африці була відносно невеликою, якщо була пов’язана з іншими районами імперії, що складалася з близько 28 000 військових і допоміжних військ у Нумідії та двох мавританських провінціях. Починаючи з 2 століття нашої ери, ці гарнізони комплектувалися переважно місцевими жителями, оскільки територія вважалася повністю умиротвореною та майже повністю романізованою .
Крім Карфагена, урбанізація в Північній Африці частково відбулася із заснуванням поселень ветеранів за римських імператорів Клавдія, Нерви та Траяна.
У фактичному Алжирі такими поселеннями були Тіпаса, Куікул або Куркулум (сучасний Джеміла, на північний схід від Сетіфа), Тамугаді (сучасний Тімгад, на південний схід від Сетіфа) і Сітіфіс (сучасний Сетіф ). Процвітання більшості міст залежало від сільського господарства. Названа «житницею імперії», Північна Африка була одним із найбільших експортерів зерна в імперії, яке експортувалося в інші провінції, наприклад, в Італію та Грецію. Інші культури включали фрукти, інжир, виноград та боби. До 2 століття нашої ери оливкова олія конкурувала зі злаками як експортним товаром. 
Початки занепаду були менш серйозними в Північній Африці, ніж в інших місцях. Були, однак, повстання. У 238 р. н.е. землевласники безуспішно повстали проти фіскальної політики імператора. З 253 по 288 роки відбувалися спорадичні повстання племен у мавританських горах. Міста також зазнали економічних труднощів, будівельна діяльність майже припинилася.
Міста римської Північної Африки мали значне єврейське населення. Деякі євреї були депортовані з Юдеї чи Палестини в 1-му та 2-му століттях нашої ери за повстання проти римського правління; інші прибули раніше з пунічними поселенцями. Крім того, ряд берберських племен перейшли в іудаїзм.

### Християнство
Раннє християнство прибуло в 2 столітті і незабаром набрало навернених у містах і серед рабів. Понад вісімдесят єпископів, деякі з далеких прикордонних регіонів Нумідії, взяли участь у Соборі Карфагена в 256 році. До кінця 4-го століття заселені території були християнізовані, і деякі берберські племена масово навернулися.
Розкол у церкві, який став відомий як суперечка донатистів, почалася в 313 році серед християн у Північній Африці. Донатисти наголошували на святості церкви і відмовлялися прийняти владу уділяти таїнства тих, хто відмовився від Святого Письма, коли це було заборонено імператором Діоклетіаном . Донатисти також виступали проти залучення імператора Костянтина до церковних справ, на відміну від більшості християн, які вітали офіційне імперське визнання.
Іноді жорстокі суперечки характеризували як боротьбу між противниками та прихильниками римської системи. Найбільш чітким північноафриканським критиком донатистської позиції, яку почали називати єрессю, був Августин, єпископ Гіппо Регіуса . Августин стверджував, що негідність служителя не впливає на дійсність таїнств, оскільки їх справжнім служителем був Христос. У своїх проповідях і книгах Августин, який вважається провідним виразником християнської догматики, розвинув теорію права православних християнських правителів застосовувати силу проти розкольників і єретиків. Хоча суперечка була вирішена рішенням імператорської комісії в Карфагені в 411 році, донатистські громади продовжували існувати навіть у VI столітті.

### Руйнування і занепад
Влітку 365 року нашої ери потужне цунамі вразило Північну Африку, завдавши величезної шкоди і тисячам смертей.  Міста були спустошені, а прибережні сільськогосподарські угіддя зруйновані морською водою. Майже повний неврожай спричинив різке падіння торгівлі. Цей спад торгівлі послабив римський контроль. У гірських і пустельних районах виникли незалежні королівства, міста були відвойовані берберами. Потім вандали захопили більшу частину Африки Proconsularis на початку 5 століття і залишилися протягом ста років.
Велізарій, генерал візантійського імператора Юстиніана I, який базувався в Константинополі, висадився в Північній Африці в 533 році з 16 000 чоловіків і протягом року знищив королівство вандалів. Багато сільських районів повернулися під владу берберів, і весь регіон був втрачений Візантійською імперією під час мусульманських завоювань .

## Дивись також
- Історія Північної Африки